# Stacja robocza (instrument muzyczny)

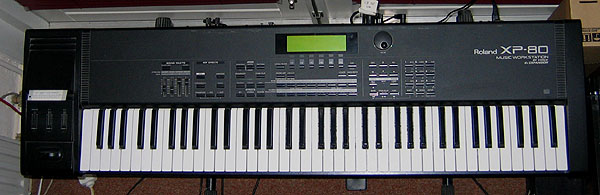
Muzyczna stacja robocza Roland XP-80

Stacja robocza (ang. music workstation) – elektroniczny instrument muzyczny, będący zintegrowanym modułem brzmieniowym (syntezatorem), samplerem, sekwencerem oraz klawiaturą sterującą, wykorzystujący system MIDI.
Tak rozbudowane, złożone z licznych komponentów urządzenie, umożliwia wykonywanie szeregu czynności związanych z procesem tworzenia utworu muzycznego bez potrzeby pracy na wielu osobnych urządzeniach, dlatego też stacje robocze są często używane przez producentów muzycznych na całym świecie.

## Przykłady muzycznych stacji roboczych
- Korg Triton
- Korg M3
- Korg Karma
- Korg OASYS
- Yamaha Motif
- Yamaha EX5
- Roland Fantom
- Roland Juno
- Roland XP-80
- Alesis Fusion
- Open Labs MiKo
- Open Labs NeKo
- Kurzweil K-2600
- GEM Genesys
- Ensoniq ASR-10
- Ensoniq MR-76